# Elezioni comunali in Veneto del 2022
Il 12 giugno 2022, con eventuali turni di ballottaggio il 26 giugno, in Veneto si sono tenute le elezioni per il rinnovo di 86 consigli comunali.

## Riepilogo sindaci eletti
Coalizione di centro-sinistra
     Coalizione di centro-destra
     Coalizione di Destra
     Liste civiche
     Grande coalizione
| Provincia | Comune              | Sindaco uscente | Sindaco uscente            | Sindaco eletto | Sindaco eletto             | Primo turno | Primo turno | Secondo turno | Secondo turno | Seggi   |
| Provincia | Comune              | Sindaco uscente | Sindaco uscente            | Sindaco eletto | Sindaco eletto             | Voti        | %           | Voti          | %             | Seggi   |
| --------- | ------------------- | --------------- | -------------------------- | -------------- | -------------------------- | ----------- | ----------- | ------------- | ------------- | ------- |
| Venezia   | Jesolo              |                 | Valerio Zoggia (FI - PD)   |                | Christofer De Zotti (FdI)  | 5.326       | 44,90       | 5.742         | 57,29         | 10 / 16 |
| Venezia   | Marcon              |                 | Matteo Romanello (Lega)    |                | Matteo Romanello (Lega)    | 5.238       | 71,69       | —             | —             | 12 / 16 |
| Venezia   | Mira                |                 | Marco Dori (PD)            |                | Marco Dori (PD)            | 7.541       | 54,81       | —             | —             | 15 / 24 |
| Venezia   | Mirano              |                 | Maria Rosa Pavanello (PD)  |                | Tiziano Baggio (Ind.)      | 5.687       | 50,63       | —             | —             | 10 / 16 |
| Venezia   | Santa Maria di Sala |                 | Nicola Fragomeni (CI)      |                | Natascia Rocchi (Ind.)     | 4.815       | 69,77       | —             | —             | 11 / 16 |
| Belluno   | Belluno             |                 | Jacopo Massaro (Ind.)      |                | Oscar De Pellegrin (Ind.)  | 7.780       | 50,73       | —             | —             | 20 / 32 |
| Belluno   | Feltre              |                 | Paolo Perenzin (SI)        |                | Viviana Fusaro (Ind.)      | 4.216       | 47,28       | 4.487         | 52,41         | 10 / 16 |
| Padova    | Abano Terme         |                 | Federico Barbierato (Ind.) |                | Federico Barbierato (Ind.) | 4.652       | 56,52       | —             | —             | 10 / 16 |
| Padova    | Padova              |                 | Sergio Giordani (Ind.)     |                | Sergio Giordani (Ind.)     | 47.777      | 58,44       | —             | —             | 21 / 32 |
| Padova    | Vigonza             |                 | Innocente Marangon (Ind.)  |                | Gianmaria Boscaro (Ind.)   | 5.569       | 57,05       | —             | —             | 10 / 16 |
| Verona    | Cerea               |                 | Marco Franzoni (Lega)      |                | Marco Franzoni (Lega)      | 5.410       | 79,55       | —             | —             | 13 / 16 |
| Verona    | Verona              |                 | Federico Sboarina (FdI)    |                | Damiano Tommasi (Ind.)     | 43.106      | 39,80       | 50.118        | 53,40         | 22 / 36 |
| Vicenza   | Thiene              |                 | Giovanni Casarotto (Ind.)  |                | Giampi Michelusi (Ind.)    | 4.541       | 49,23       | 4.237         | 58,52         | 10 / 16 |

## Elezioni comunali
Città metropolitana di Venezia 
 Jesolo 
| Candidati                   | Candidati                      | II Turno                    | II Turno           | I Turno | I Turno | Liste                 | Voti   | %     | Seggi |
| Candidati                   | Candidati                      | Voti                        | %                  | Voti    | %       | Liste                 | Voti   | %     | Seggi |
| --------------------------- | ------------------------------ | --------------------------- | ------------------ | ------- | ------- | --------------------- | ------ | ----- | ----- |
|                             | Christofer De Zotti ✔️ Sindaco | 5.742                       | 57,29              | 5.326   | 44,90   | Jesolo Bene Comune    | 1.914  | 17,41 | 5     |
| Fratelli d'Italia           | Christofer De Zotti ✔️ Sindaco | 5.742                       | 57,29              | 5.326   | 44,90   | 1.386                 | 12,61  | 3     |       |
| Progetto Civico Perazzolo   | Christofer De Zotti ✔️ Sindaco | 5.742                       | 57,29              | 5.326   | 44,90   | 707                   | 6,43   | 1     |       |
| Indipendenza Veneta         | Christofer De Zotti ✔️ Sindaco | 5.742                       | 57,29              | 5.326   | 44,90   | 424                   | 3,86   | 1     |       |
| Forza Jesolo - Prima Jesolo | Christofer De Zotti ✔️ Sindaco | 5.742                       | 57,29              | 5.326   | 44,90   | 344                   | 3,13   | -     |       |
|                             | Renato Martin                  | 4.280                       | 42,71              | 4.653   | 39,22   | Renato Martin Sindaco | 1.686  | 15,34 | 2     |
| Forza Italia                | Renato Martin                  | 4.280                       | 42,71              | 4.653   | 39,22   | 1.248                 | 11,35  | 1     |       |
| Lega                        | Renato Martin                  | 4.280                       | 42,71              | 4.653   | 39,22   | 1.097                 | 9,98   | 1     |       |
| Jesolo al Centro            | Renato Martin                  | 4.280                       | 42,71              | 4.653   | 39,22   | 441                   | 4,01   | -     |       |
| Seggio al candidato sindaco | Seggio al candidato sindaco    | Seggio al candidato sindaco | 42,71              | 4.653   | 39,22   | 1                     |        |       |       |
|                             | Roberto Rugolotto              | Roberto Rugolotto           | Roberto Rugolotto  | 1.494   | 12,59   | Partito Democratico   | 1.397  | 12,71 | -     |
| Seggio al candidato sindaco | Seggio al candidato sindaco    | Seggio al candidato sindaco | Roberto Rugolotto  | 1.494   | 12,59   | 1                     |        |       |       |
|                             | Antonio Lunardelli             | Antonio Lunardelli          | Antonio Lunardelli | 390     | 3,29    | Jesolo in Movimento   | 349    | 3,17  | -     |
| Totale                      | Totale                         | 10.022                      | 100                | 11.863  | 100     |                       | 10.993 | 100   | 16    |

 Marcon 
| Candidati                      | Candidati                   | Voti                        | %     | Liste                         | Voti  | %     | Seggi |
| ------------------------------ | --------------------------- | --------------------------- | ----- | ----------------------------- | ----- | ----- | ----- |
|                                | Matteo Romanello ✔️ Sindaco | 5.238                       | 71,69 | Romanello Sindaco             | 2.170 | 31,37 | 6     |
| Lega                           | Matteo Romanello ✔️ Sindaco | 5.238                       | 71,69 | 1.025                         | 14,82 | 2     |       |
| Fratelli d'Italia              | Matteo Romanello ✔️ Sindaco | 5.238                       | 71,69 | 891                           | 12,88 | 2     |       |
| Coraggio Italia - Forza Italia | Matteo Romanello ✔️ Sindaco | 5.238                       | 71,69 | 854                           | 12,54 | 2     |       |
|                                | Marco Casoni                | 1.810                       | 24,77 | Casoni Sindaco                | 1.277 | 18,46 | 2     |
| Io Scelgo Marcon               | Marco Casoni                | 1.810                       | 24,77 | 452                           | 6,53  | 1     |       |
| Seggio al candidato sindaco    | Seggio al candidato sindaco | Seggio al candidato sindaco | 24,77 | 1                             |       |       |       |
|                                | Marco Sitran                | 258                         | 3,53  | Soccorso Veneto No Green Pass | 249   | 3,60  | -     |
| Totale                         | Totale                      | 7.306                       | 100   |                               | 6.918 | 100   | 16    |

 Mira 
| Candidati                               | Candidati                     | Voti                          | %     | Liste                   | Voti   | %     | Seggi |
| --------------------------------------- | ----------------------------- | ----------------------------- | ----- | ----------------------- | ------ | ----- | ----- |
|                                         | Marco Dori ✔️ Sindaco         | 7.541                         | 54,81 | Partito Democratico     | 2.449  | 19,02 | 6     |
| Dori Sindaco                            | Marco Dori ✔️ Sindaco         | 7.541                         | 54,81 | 2.443                   | 18,97  | 5     |       |
| Mira a Sinistra - Articolo Uno          | Marco Dori ✔️ Sindaco         | 7.541                         | 54,81 | 1.279                   | 9,93   | 3     |       |
| Riformisti con Dori                     | Marco Dori ✔️ Sindaco         | 7.541                         | 54,81 | 474                     | 3,68   | 1     |       |
| Azione                                  | Marco Dori ✔️ Sindaco         | 7.541                         | 54,81 | 395                     | 3,07   | -     |       |
|                                         | Andrea Martellato             | 4.811                         | 34,97 | Coraggio Italia         | 2.065  | 16,04 | 4     |
| Fratelli d'Italia                       | Andrea Martellato             | 4.811                         | 34,97 | 1.104                   | 8,57   | 2     |       |
| Lega                                    | Andrea Martellato             | 4.811                         | 34,97 | 998                     | 7,75   | 1     |       |
| Il Popolo della Famiglia - Forza Italia | Andrea Martellato             | 4.811                         | 34,97 | 344                     | 2,67   | -     |       |
| Seggio al candidato sindaco             | Seggio al candidato sindaco   | Seggio al candidato sindaco   | 34,97 | 1                       |        |       |       |
|                                         | Vanna Baldan                  | 605                           | 4,40  | Gente di Mira           | 565    | 4,39  | -     |
| Seggio alla candidata sindaca           | Seggio alla candidata sindaca | Seggio alla candidata sindaca | 4,40  | 1                       |        |       |       |
|                                         | Luigi Corò                    | 503                           | 3,66  | Libertà Legalità Equità | 476    | 3,70  | -     |
|                                         | Enrico Carlotto               | 299                           | 2,17  | Nova Mira               | 286    | 2,22  | -     |
| Totale                                  | Totale                        | 13.759                        | 100   |                         | 12.878 | 100   | 24    |

 Mirano 
| Candidati                               | Candidati                   | Voti                        | %     | Liste                  | Voti   | %     | Seggi |
| --------------------------------------- | --------------------------- | --------------------------- | ----- | ---------------------- | ------ | ----- | ----- |
|                                         | Tiziano Baggio ✔️ Sindaco   | 5.687                       | 50,63 | Democratici per Mirano | 1.880  | 18,31 | 4     |
| Pavanello - Avanti Insieme per Mirano   | Tiziano Baggio ✔️ Sindaco   | 5.687                       | 50,63 | 926                    | 9,02   | 2     |       |
| Evoluzione Mirano                       | Tiziano Baggio ✔️ Sindaco   | 5.687                       | 50,63 | 918                    | 8,94   | 2     |       |
| Noi Amiamo Mirano                       | Tiziano Baggio ✔️ Sindaco   | 5.687                       | 50,63 | 895                    | 8,71   | 1     |       |
| Io Scelgo Mirano                        | Tiziano Baggio ✔️ Sindaco   | 5.687                       | 50,63 | 600                    | 5,84   | 1     |       |
|                                         | Giorgio Babato              | 5.130                       | 45,67 | Fratelli d'Italia      | 1.402  | 13,65 | 2     |
| Lega                                    | Giorgio Babato              | 5.130                       | 45,67 | 977                    | 9,51   | 1     |       |
| Coraggio Italia                         | Giorgio Babato              | 5.130                       | 45,67 | 815                    | 7,94   | 1     |       |
| Insieme per il Bene Comune              | Giorgio Babato              | 5.130                       | 45,67 | 778                    | 7,58   | 1     |       |
| Il Popolo della Famiglia - Forza Italia | Giorgio Babato              | 5.130                       | 45,67 | 688                    | 6,70   | -     |       |
| Seggio al candidato sindaco             | Seggio al candidato sindaco | Seggio al candidato sindaco | 45,67 | 1                      |        |       |       |
|                                         | Marco Lazzarini             | 415                         | 3,69  | Movimento 5 Stelle     | 391    | 3,81  | -     |
| Totale                                  | Totale                      | 11.232                      | 100   |                        | 10.270 | 100   | 16    |

 Santa Maria di Sala 
| Candidati                     | Candidati                     | Voti                          | %     | Liste                                      | Voti  | %     | Seggi |
| ----------------------------- | ----------------------------- | ----------------------------- | ----- | ------------------------------------------ | ----- | ----- | ----- |
|                               | Natascia Rocchi ✔️ Sindaco    | 4.815                         | 69,77 | Coraggio Italia - Generazioni per Crescere | 2.750 | 41,01 | 7     |
| Lista Salese                  | Natascia Rocchi ✔️ Sindaco    | 4.815                         | 69,77 | 752                                        | 11,22 | 2     |       |
| Lista Indipendentisti         | Natascia Rocchi ✔️ Sindaco    | 4.815                         | 69,77 | 634                                        | 9,46  | 1     |       |
| Fratelli d'Italia             | Natascia Rocchi ✔️ Sindaco    | 4.815                         | 69,77 | 517                                        | 7,71  | 1     |       |
|                               | Simonetta Campanaro           | 1.237                         | 17,92 | Lega                                       | 1.221 | 18,21 | 2     |
| Seggio alla candidata sindaca | Seggio alla candidata sindaca | Seggio alla candidata sindaca | 17,92 | 1                                          |       |       |       |
|                               | Leandro Favaro                | 849                           | 12,30 | Civica Insieme                             | 831   | 12,39 | 1     |
| Seggio al candidato sindaco   | Seggio al candidato sindaco   | Seggio al candidato sindaco   | 12,30 | 1                                          |       |       |       |
| Totale                        | Totale                        | 6.901                         | 100   |                                            | 6.705 | 100   | 16    |

 Provincia di Belluno 
 Belluno 
| Candidati                     | Candidati                     | Voti                          | %     | Liste               | Voti   | %     | Seggi |
| ----------------------------- | ----------------------------- | ----------------------------- | ----- | ------------------- | ------ | ----- | ----- |
|                               | Oscar De Pellegrin ✔️ Sindaco | 7.780                         | 50,73 | Belluno al Centro   | 3.270  | 23,48 | 10    |
| Fratelli d'Italia             | Oscar De Pellegrin ✔️ Sindaco | 7.780                         | 50,73 | 1.456               | 10,46  | 4     |       |
| Lega                          | Oscar De Pellegrin ✔️ Sindaco | 7.780                         | 50,73 | 1.312               | 9,42   | 4     |       |
| Noi con Oscar                 | Oscar De Pellegrin ✔️ Sindaco | 7.780                         | 50,73 | 980                 | 7,04   | 2     |       |
|                               | Giuseppe Vignato              | 4.679                         | 30,51 | Partito Democratico | 1.347  | 9,67  | 2     |
| Valore Comune                 | Giuseppe Vignato              | 4.679                         | 30,51 | 1.337               | 9,60   | 2     |       |
| Belluno D+                    | Giuseppe Vignato              | 4.679                         | 30,51 | 1.024               | 7,35   | 2     |       |
| In Movimento                  | Giuseppe Vignato              | 4.679                         | 30,51 | 858                 | 6,16   | 1     |       |
| Seggio al candidato sindaco   | Seggio al candidato sindaco   | Seggio al candidato sindaco   | 30,51 | 1                   |        |       |       |
|                               | Lucia Olivotto                | 2.878                         | 18,77 | Insieme per Belluno | 1.850  | 13,29 | 3     |
| Belluno Bene Comune           | Lucia Olivotto                | 2.878                         | 18,77 | 490                 | 3,52   | -     |       |
| Seggio alla candidata sindaca | Seggio alla candidata sindaca | Seggio alla candidata sindaca | 18,77 | 1                   |        |       |       |
| Totale                        | Totale                        | 15.337                        | 100   |                     | 13.924 | 100   | 32    |

 Feltre 
| Candidati                     | Candidati                   | II Turno                    | II Turno         | I Turno | I Turno | Liste                 | Voti  | %     | Seggi |
| Candidati                     | Candidati                   |                             |                  | Voti    | %       | Liste                 | Voti  | %     | Seggi |
| ----------------------------- | --------------------------- | --------------------------- | ---------------- | ------- | ------- | --------------------- | ----- | ----- | ----- |
|                               | Viviana Fusaro ✔️ Sindaco   | 4.487                       | 52,41            | 4.216   | 47,28   | Per Feltre            | 1.137 | 14,07 | 4     |
| Centro Destra Feltre          | Viviana Fusaro ✔️ Sindaco   | 4.487                       | 52,41            | 4.216   | 47,28   | 822                   | 10,17 | 2     |       |
| Fratelli d'Italia             | Viviana Fusaro ✔️ Sindaco   | 4.487                       | 52,41            | 4.216   | 47,28   | 690                   | 8,54  | 2     |       |
| Lega                          | Viviana Fusaro ✔️ Sindaco   | 4.487                       | 52,41            | 4.216   | 47,28   | 563                   | 6,97  | 1     |       |
| Identità e Territorio         | Viviana Fusaro ✔️ Sindaco   | 4.487                       | 52,41            | 4.216   | 47,28   | 545                   | 6,74  | 1     |       |
|                               | Adis Zatta                  | 4.075                       | 47,59            | 4.013   | 45,00   | Partito Democratico   | 1.193 | 14,76 | 2     |
| Cittadinanza e Partecipazione | Adis Zatta                  | 4.075                       | 47,59            | 4.013   | 45,00   | 1.177                 | 14,56 | 1     |       |
| Idea per Feltre               | Adis Zatta                  | 4.075                       | 47,59            | 4.013   | 45,00   | 735                   | 9,09  | 1     |       |
| Sinistra Feltrina             | Adis Zatta                  | 4.075                       | 47,59            | 4.013   | 45,00   | 596                   | 7,37  | 1     |       |
| Seggio al candidato sindaco   | Seggio al candidato sindaco | Seggio al candidato sindaco | 47,59            | 4.013   | 45,00   | 1                     |       |       |       |
|                               | Nadia Forlin                | Nadia Forlin                | Nadia Forlin     | 496     | 5,56    | Feltrini Andiamo      | 453   | 5,60  | -     |
|                               | Paolo Serrangeli            | Paolo Serrangeli            | Paolo Serrangeli | 192     | 2,15    | FantastiListAnarchica | 172   | 2,13  | -     |
| Totale                        | Totale                      | 8.562                       | 100              | 8.917   | 100     |                       | 8.083 | 100   | 16    |

 Provincia di Padova 
 Abano Terme 
| Candidati                           | Candidati                      | Voti                        | %     | Liste               | Voti  | %     | Seggi |
| ----------------------------------- | ------------------------------ | --------------------------- | ----- | ------------------- | ----- | ----- | ----- |
|                                     | Federico Barbierato ✔️ Sindaco | 4.652                       | 56,52 | Partito Democratico | 2.350 | 31,32 | 6     |
| Cittadini per il Cambiamento        | Federico Barbierato ✔️ Sindaco | 4.652                       | 56,52 | 1.029               | 13,71 | 2     |       |
| Barbierato Sindaco - Passione Abano | Federico Barbierato ✔️ Sindaco | 4.652                       | 56,52 | 859                 | 11,45 | 2     |       |
|                                     | Luigi Ciccarese                | 2.523                       | 30,66 | Ciccarese Sindaco   | 1.123 | 14,97 | 2     |
| Lega                                | Luigi Ciccarese                | 2.523                       | 30,66 | 552                 | 7,36  | 1     |       |
| Obiettivo Salvare Abano             | Luigi Ciccarese                | 2.523                       | 30,66 | 381                 | 5,08  | -     |       |
| I Giovani di Abano Terme            | Luigi Ciccarese                | 2.523                       | 30,66 | 211                 | 2,81  | -     |       |
| Seggio al candidato sindaco         | Seggio al candidato sindaco    | Seggio al candidato sindaco | 30,66 | 1                   |       |       |       |
|                                     | Antonio Franciosi              | 1.055                       | 12,82 | Fratelli d'Italia   | 999   | 13,31 | 1     |
| Seggio al candidato sindaco         | Seggio al candidato sindaco    | Seggio al candidato sindaco | 12,82 | 1                   |       |       |       |
| Totale                              | Totale                         | 8.230                       | 100   |                     | 7.504 | 100   | 16    |

 Padova 
| Candidati                      | Candidati                   | Voti                        | %     | Liste                           | Voti   | %     | Seggi |
| ------------------------------ | --------------------------- | --------------------------- | ----- | ------------------------------- | ------ | ----- | ----- |
|                                | Sergio Giordani ✔️ Sindaco  | 47.777                      | 58,44 | Partito Democratico             | 16.815 | 21,66 | 10    |
| Giordani Sindaco               | Sergio Giordani ✔️ Sindaco  | 47.777                      | 58,44 | 13.409                          | 17,28  | 7     |       |
| Coalizione Civica              | Sergio Giordani ✔️ Sindaco  | 47.777                      | 58,44 | 4.612                           | 5,94   | 2     |       |
| Padova Insieme                 | Sergio Giordani ✔️ Sindaco  | 47.777                      | 58,44 | 2.792                           | 3,60   | 1     |       |
| Per Padova                     | Sergio Giordani ✔️ Sindaco  | 47.777                      | 58,44 | 1.936                           | 2,49   | 1     |       |
| Padova Bene Comune             | Sergio Giordani ✔️ Sindaco  | 47.777                      | 58,44 | 1.675                           | 2,16   | -     |       |
| Padova Futura                  | Sergio Giordani ✔️ Sindaco  | 47.777                      | 58,44 | 1.639                           | 2,11   | -     |       |
| Europa Verde                   | Sergio Giordani ✔️ Sindaco  | 47.777                      | 58,44 | 1.481                           | 1,91   | -     |       |
| Movimento 5 Stelle             | Sergio Giordani ✔️ Sindaco  | 47.777                      | 58,44 | 1.006                           | 1,30   | -     |       |
|                                | Francesco Peghin            | 27.405                      | 33,52 | Fratelli d'Italia               | 6.421  | 8,27  | 3     |
| Francesco Peghin Sindaco       | Francesco Peghin            | 27.405                      | 33,52 | 6.065                           | 7,81   | 3     |       |
| Lega                           | Francesco Peghin            | 27.405                      | 33,52 | 5.704                           | 7,35   | 2     |       |
| Coraggio Italia                | Francesco Peghin            | 27.405                      | 33,52 | 3.392                           | 4,37   | 1     |       |
| Forza Italia                   | Francesco Peghin            | 27.405                      | 33,52 | 2.486                           | 3,20   | 1     |       |
| Più Padova                     | Francesco Peghin            | 27.405                      | 33,52 | 1.444                           | 1,86   | -     |       |
| Il Popolo della Famiglia       | Francesco Peghin            | 27.405                      | 33,52 | 263                             | 0,34   | -     |       |
| Seggio al candidato sindaco    | Seggio al candidato sindaco | Seggio al candidato sindaco | 33,52 | 1                               |        |       |       |
|                                | Paolo Girotto               | 1.655                       | 2,02  | Movimento 3V                    | 1.613  | 2,08  | -     |
|                                | Luca Lendaro                | 1.315                       | 1,61  | Tutta Nostra la Città           | 763    | 0,98  | -     |
| Solidarietà, Ambiente e Lavoro | Luca Lendaro                | 1.315                       | 1,61  | 569                             | 0,73   | -     |       |
|                                | Francesca Gislon            | 1.206                       | 1,48  | Francesca Gislon Sindaca        | 1.199  | 1,54  | -     |
|                                | Domenico Minasola           | 784                         | 0,96  | Alleanza per Minasola           | 798    | 1,03  | -     |
|                                | Lorenzo Innocenti           | 646                         | 0,79  | TornaPadova                     | 602    | 0,78  | -     |
|                                | Salim El Maoumed            | 608                         | 0,74  | Salim Sindaco - Padova di tutti | 602    | 0,78  | -     |
|                                | Chiara Zoccarato            | 353                         | 0,43  | Alternativa                     | 333    | 0,43  | -     |
| Totale                         | Totale                      | 81.749                      | 100   |                                 | 77.619 | 100   | 32    |

 Vigonza 
| Candidati                             | Candidati                     | Voti                          | %     | Liste                | Voti  | %     | Seggi |
| ------------------------------------- | ----------------------------- | ----------------------------- | ----- | -------------------- | ----- | ----- | ----- |
|                                       | Gianmaria Boscaro ✔️ Sindaco  | 5.569                         | 57,05 | Fratelli d'Italia    | 1.237 | 13,86 | 2     |
| Prima Vigonza - Boscaro Sindaco       | Gianmaria Boscaro ✔️ Sindaco  | 5.569                         | 57,05 | 1.192                | 13,36 | 2     |       |
| Lega                                  | Gianmaria Boscaro ✔️ Sindaco  | 5.569                         | 57,05 | 948                  | 10,62 | 2     |       |
| Unione di Centro - Forza Italia - Noi | Gianmaria Boscaro ✔️ Sindaco  | 5.569                         | 57,05 | 922                  | 10,33 | 2     |       |
| Io Voto Boscaro Sindaco               | Gianmaria Boscaro ✔️ Sindaco  | 5.569                         | 57,05 | 907                  | 10,16 | 2     |       |
| Frazioni al Centro                    | Gianmaria Boscaro ✔️ Sindaco  | 5.569                         | 57,05 | 112                  | 1,25  | -     |       |
|                                       | Arianna Toniolo               | 2.213                         | 22,67 | Vigonza Protagonista | 1.147 | 12,85 | 1     |
| Democratici per Vigonza               | Arianna Toniolo               | 2.213                         | 22,67 | 694                  | 7,78  | 1     |       |
| Seggio alla candidata sindaca         | Seggio alla candidata sindaca | Seggio alla candidata sindaca | 22,67 | 1                    |       |       |       |
|                                       | Massimiliano Celin            | 1.979                         | 20,27 | Vigonza Viva         | 983   | 11,01 | 2     |
| Celin Sindaco                         | Massimiliano Celin            | 1.979                         | 20,27 | 432                  | 4,84  | -     |       |
| Insieme a Nunzio Tacchetto            | Massimiliano Celin            | 1.979                         | 20,27 | 351                  | 3,93  | -     |       |
| Seggio al candidato sindaco           | Seggio al candidato sindaco   | Seggio al candidato sindaco   | 20,27 | 1                    |       |       |       |
| Totale                                | Totale                        | 9.761                         | 100   |                      | 8.925 | 100   | 16    |

 Provincia di Verona 
 Cerea 
| Candidati                     | Candidati                     | Voti                          | %     | Liste            | Voti  | %     | Seggi |
| ----------------------------- | ----------------------------- | ----------------------------- | ----- | ---------------- | ----- | ----- | ----- |
|                               | Marco Franzoni ✔️ Sindaco     | 5.410                         | 79,55 | Lega             | 3.070 | 48,88 | 8     |
| Fratelli d'Italia             | Marco Franzoni ✔️ Sindaco     | 5.410                         | 79,55 | 1.943            | 30,93 | 5     |       |
|                               | Alessia Rossignoli            | 1.391                         | 20,45 | Coccinella Cerea | 640   | 10,19 | 1     |
| Alessia Rossignoli Sindaco    | Alessia Rossignoli            | 1.391                         | 20,45 | 628              | 10,00 | 1     |       |
| Seggio alla candidata sindaca | Seggio alla candidata sindaca | Seggio alla candidata sindaca | 20,45 | 1                |       |       |       |
| Totale                        | Totale                        | 6.801                         | 100   |                  | 6.281 | 100   | 16    |

 Verona 
| Candidati                                         | Candidati                   | II Turno                    | II Turno       | I Turno | I Turno | Liste                                                       | Voti    | %     | Seggi |
| Candidati                                         | Candidati                   | Voti                        | %              | Voti    | %       | Liste                                                       | Voti    | %     | Seggi |
| ------------------------------------------------- | --------------------------- | --------------------------- | -------------- | ------- | ------- | ----------------------------------------------------------- | ------- | ----- | ----- |
|                                                   | Damiano Tommasi ✔️ Sindaco  | 50.118                      | 53,40          | 43.106  | 39,80   | Damiano Tommasi Sindaco                                     | 16.452  | 15,96 | 10    |
| Partito Democratico                               | Damiano Tommasi ✔️ Sindaco  | 50.118                      | 53,40          | 43.106  | 39,80   | 13.500                                                      | 13,10   | 8     |       |
| Traguardi                                         | Damiano Tommasi ✔️ Sindaco  | 50.118                      | 53,40          | 43.106  | 39,80   | 5.724                                                       | 5,55    | 3     |       |
| In Comune per Verona - Sinistra Civica Ecologista | Damiano Tommasi ✔️ Sindaco  | 50.118                      | 53,40          | 43.106  | 39,80   | 2.619                                                       | 2,54    | 1     |       |
| Europa Verde - DemoS – Volt                       | Damiano Tommasi ✔️ Sindaco  | 50.118                      | 53,40          | 43.106  | 39,80   | 1.302                                                       | 1,26    | -     |       |
| Azione - +Europa                                  | Damiano Tommasi ✔️ Sindaco  | 50.118                      | 53,40          | 43.106  | 39,80   | 1.076                                                       | 1,04    | -     |       |
|                                                   | Federico Sboarina           | 43.730                      | 46,60          | 35.404  | 32,69   | Fratelli d'Italia                                           | 12.278  | 11,91 | 3     |
| Sboarina Sindaco – Battiti per Verona             | Federico Sboarina           | 43.730                      | 46,60          | 35.404  | 32,69   | 7.548                                                       | 7,32    | 2     |       |
| Lega                                              | Federico Sboarina           | 43.730                      | 46,60          | 35.404  | 32,69   | 6.797                                                       | 6,59    | 1     |       |
| Verona Domani – Coraggio Italia                   | Federico Sboarina           | 43.730                      | 46,60          | 35.404  | 32,69   | 5.381                                                       | 5,22    | 1     |       |
| Verona al Centro                                  | Federico Sboarina           | 43.730                      | 46,60          | 35.404  | 32,69   | 1.252                                                       | 1,21    | -     |       |
| Verona Autonomia – Noi con l'Italia               | Federico Sboarina           | 43.730                      | 46,60          | 35.404  | 32,69   | 1.145                                                       | 1,11    | -     |       |
| Seggio al candidato sindaco                       | Seggio al candidato sindaco | Seggio al candidato sindaco | 46,60          | 35.404  | 32,69   | 1                                                           |         |       |       |
|                                                   | Flavio Tosi                 | Flavio Tosi                 | Flavio Tosi    | 25.843  | 23,86   | Lista Tosi                                                  | 10.937  | 10,61 | 3     |
| Fare!                                             | Flavio Tosi                 | Flavio Tosi                 | Flavio Tosi    | 25.843  | 23,86   | 4.548                                                       | 4,41    | 1     |       |
| Forza Italia                                      | Flavio Tosi                 | Flavio Tosi                 | Flavio Tosi    | 25.843  | 23,86   | 4.479                                                       | 4,35    | 1     |       |
| Ama Verona                                        | Flavio Tosi                 | Flavio Tosi                 | Flavio Tosi    | 25.843  | 23,86   | 1.995                                                       | 1,94    | -     |       |
| Michele Croce – Prima Verona                      | Flavio Tosi                 | Flavio Tosi                 | Flavio Tosi    | 25.843  | 23,86   | 827                                                         | 0,80    | -     |       |
| Veneto Autonomo – Tosi c'è                        | Flavio Tosi                 | Flavio Tosi                 | Flavio Tosi    | 25.843  | 23,86   | 827                                                         | 0,80    | -     |       |
| Pensionati Veneti                                 | Flavio Tosi                 | Flavio Tosi                 | Flavio Tosi    | 25.843  | 23,86   | 240                                                         | 0,23    | -     |       |
| Cristian Social Union Veneta                      | Flavio Tosi                 | Flavio Tosi                 | Flavio Tosi    | 25.843  | 23,86   | 239                                                         | 0,23    | -     |       |
| Movimento Difesa Sociale                          | Flavio Tosi                 | Flavio Tosi                 | Flavio Tosi    | 25.843  | 23,86   | 178                                                         | 0,17    | -     |       |
| Seggio al candidato sindaco                       | Seggio al candidato sindaco | Seggio al candidato sindaco | Flavio Tosi    | 25.843  | 23,86   | 1                                                           |         |       |       |
|                                                   | Alberto Zelger              | Alberto Zelger              | Alberto Zelger | 2.857   | 2,64    | Zelger Sindaco - Libertà nelle scelte senza discriminazioni | 1.480   | 1,44  | -     |
| Verona per la Libertà - Mai più Green Pass        | Alberto Zelger              | Alberto Zelger              | Alberto Zelger | 2.857   | 2,64    | 994                                                         | 0,96    | -     |       |
| Il Popolo della Famiglia                          | Alberto Zelger              | Alberto Zelger              | Alberto Zelger | 2.857   | 2,64    | 230                                                         | 0,22    | -     |       |
|                                                   | Anna Sautto                 | Anna Sautto                 | Anna Sautto    | 646     | 0,60    | Movimento 3V                                                | 607     | 0,59  | -     |
|                                                   | Paola Barollo               | Paola Barollo               | Paola Barollo  | 443     | 0,41    | Costituzione Verona - Libero pensiero                       | 417     | 0,40  | -     |
| Totale                                            | Totale                      | 93.848                      | 100            | 108.299 | 100     |                                                             | 103.072 | 100   |       |

 Provincia di Vicenza 
 Thiene 
| Candidati                     | Candidati                     | II Turno                      | II Turno         | I Turno | I Turno | Liste                            | Voti  | %     | Seggi |
| Candidati                     | Candidati                     | Voti                          | %                | Voti    | %       | Liste                            | Voti  | %     | Seggi |
| ----------------------------- | ----------------------------- | ----------------------------- | ---------------- | ------- | ------- | -------------------------------- | ----- | ----- | ----- |
|                               | Giampi Michelusi ✔️ Sindaco   | 4.237                         | 58,52            | 4.541   | 49,23   | PD - Insieme per Michelusi       | 1.144 | 13,36 | 3     |
| Thien'è                       | Giampi Michelusi ✔️ Sindaco   | 4.237                         | 58,52            | 4.541   | 49,23   | 884                              | 10,32 | 2     |       |
| Thiene per Mano               | Giampi Michelusi ✔️ Sindaco   | 4.237                         | 58,52            | 4.541   | 49,23   | 883                              | 10,31 | 2     |       |
| Thiene al Centro              | Giampi Michelusi ✔️ Sindaco   | 4.237                         | 58,52            | 4.541   | 49,23   | 755                              | 8,82  | 2     |       |
| ÈQua Thiene                   | Giampi Michelusi ✔️ Sindaco   | 4.237                         | 58,52            | 4.541   | 49,23   | 559                              | 6,53  | 1     |       |
|                               | Manuel Benetti                | 3.003                         | 41,48            | 2.856   | 30,96   | Benetti Sindaco - Noi per Thiene | 1.232 | 14,39 | 2     |
| Lega                          | Manuel Benetti                | 3.003                         | 41,48            | 2.856   | 30,96   | 663                              | 7,74  | 1     |       |
| Fratelli d'Italia             | Manuel Benetti                | 3.003                         | 41,48            | 2.856   | 30,96   | 355                              | 4,15  | -     |       |
| Forza Thiene                  | Manuel Benetti                | 3.003                         | 41,48            | 2.856   | 30,96   | 287                              | 3,35  | -     |       |
| Vivere Thiene                 | Manuel Benetti                | 3.003                         | 41,48            | 2.856   | 30,96   | 156                              | 1,82  | -     |       |
| Seggio al candidato sindaco   | Seggio al candidato sindaco   | Seggio al candidato sindaco   | 41,48            | 2.856   | 30,96   | 1                                |       |       |       |
|                               | Giulia Scanavin               | Giulia Scanavin               | Giulia Scanavin  | 1.237   | 13,41   | Giulia Scanavin per Thiene       | 662   | 7,73  | 1     |
| Liberi a Destra               | Giulia Scanavin               | Giulia Scanavin               | Giulia Scanavin  | 1.237   | 13,41   | 232                              | 2,71  | -     |       |
| Orizzonte Thiene              | Giulia Scanavin               | Giulia Scanavin               | Giulia Scanavin  | 1.237   | 13,41   | 210                              | 2,45  | -     |       |
| Seggio alla candidata sindaca | Seggio alla candidata sindaca | Seggio alla candidata sindaca | Giulia Scanavin  | 1.237   | 13,41   | 1                                |       |       |       |
|                               | Daniele Apolloni              | Daniele Apolloni              | Daniele Apolloni | 415     | 4,50    | Vento Nuovo a Thiene             | 143   | 1,67  | -     |
| Patto Civico Thiene           | Daniele Apolloni              | Daniele Apolloni              | Daniele Apolloni | 415     | 4,50    | 125                              | 1,46  | -     |       |
| Insieme si può                | Daniele Apolloni              | Daniele Apolloni              | Daniele Apolloni | 415     | 4,50    | 109                              | 1,27  | -     |       |
|                               | Alberto Ferracin              | Alberto Ferracin              | Alberto Ferracin | 175     | 1,90    | Partito Moderato d'Italia        | 165   | 1,93  | -     |
| Totale                        | Totale                        | 7.240                         | 100              | 9.224   | 100     |                                  | 8.564 | 100   | 16    |